# Edsvära landskommun
Edsvära landskommun var en tidigare kommun i dåvarande Skaraborgs län.

## Administrativ historik
Kommunen inrättades i Edsvära socken i Skånings härad i Västergötland när 1862 års kommunalförordningar trädde i kraft. 
Vid kommunreformen 1952 uppgick landskommunen i Kvänums landskommun som 1974 uppgick i Vara kommun.